# شهریار رصد
شهریار رصد (Sjahriar Rasad؛ زادهٔ ۷ دسامبر ۱۹۲۰ – درگذشتهٔ ۹ مه ۱۹۸۹) پزشک اندونزیایی و استاد رادیولوژی در دانشگاه اندونزی بود. او از سال ۱۹۶۴ تا ۱۹۷۰ ریاست دانشکده پزشکی دانشگاه اندونزی را بر عهده داشت و عضو کالج رادیولوژی آمریکا و کالج رادیولوژی استرالیا و زلاند نو بود.
شهریار رصد در ۱۹۶۱، بدون اثبات جرم، به مشارکت در یک توطئه برای ترور احمد سوکارنو متهم و بازداشت خانگی شد.

## زندگی و تحصیلات
رصد در ۷ دسامبر ۱۹۲۰ در پادنگ، اندونزی به دنیا آمد. پدرش زین‌الدین رصد مهندس و بعدتر وزیر کشاورزی اندونزی در زمان جنگ استقلال اندونزی بود. او آموزش ابتدایی را در مدرسه ابتدایی اروپایی گذراند، سپس در مدرسه ویلم سوم در باتاویا درس خواند و در ۱۹۳۹ فارغ‌التحصیل شد. تحصیلات پزشکی خود را در مدرسه عالی پزشکی باتاویا آغاز کرد که در زمان اشغال ژاپن نامش به دانشگاه پزشکی جاکارتا تغییر یافت. او در شورای دانشجویی فعال بود و در اعتراض به سلطه ژاپن شرکت داشت. پس از استقلال اندونزی، اعلامیه‌های استقلال را پخش می‌کرد و در ۱۹۴۵ دانش‌آموخته شد.

## فعالیت علمی و پزشکی
رصد پس از پایان تحصیل به وزارت بهداشت پیوست و در آچه، سوماترای غربی، چیکارنگ و بیمارستان مرکزی جاکارتا مشغول به کار شد. او از ۱۹۴۶ تا ۱۹۴۸ پژوهشگر مؤسسه تحقیقات اجکمان بود و در همان زمان به توسعه پرتو ایکس در اندونزی کمک کرد. در سال‌های بعد، با بورسیه دولت اندونزی به بریتانیا، سوئد، فرانسه و ایالات متحده رفت و آموزش‌های تخصصی در بیمارستان سرطان سلطنتی لندن، بیمارستان هولت منچستر، رادیومهمت، بنیاد کوری و دانشگاه کلمبیا دید و در ۱۹۵۰ مدرک تخصصی دریافت کرد.
او در ۱۹۵۰ به دانشگاه اندونزی بازگشت و به تدریس و پژوهش پرداخت. وی همچنین کلینیکی در خیابان کات موتیا افتتاح کرد. در ۱ فوریه ۱۹۵۷ به مقام استاد تمامی رسید و در ۳۶ سالگی جوان‌ترین استاد دانشگاه اندونزی شد. همان سال ریاست گروه رادیولوژی و معاونت دانشکده را نیز به عهده گرفت. در ۱۹۶۱، بدون اثبات جرم، به مشارکت در یک توطئه برای ترور احمد سوکارنو متهم و بازداشت خانگی شد.

## ریاست دانشکده و فعالیت‌های سازمانی
در ۱۹۶۴، رصد به ریاست دانشکده پزشکی رسید. او از پژوهش دانشگاهی دفاع می‌کرد و خواستار استانداردسازی آموزش پزشکی خصوصی بود. وی تا سال ۱۹۷۰ در این سمت باقی ماند. او همچنین رئیس کنسرسیوم پزشکی اندونزی، رئیس انجمن رادیولوژی اندونزی، و نماینده کشورش در سازمان وزرای آموزش جنوب‌شرق آسیا بود.
در سطح جهانی، عضو انجمن بین‌المللی رادیولوژی، انجمن جراحی پاسیفیک، انجمن رادیولوژی آسیا-اقیانوسیه، و کالج رادیولوژی آمریکا بود. در ۱۹۶۸ و نیز از سوی کالج رادیولوژی استرالیا و زلاند نو و جامعه رادیولوژی آلمان مدال افتخار دریافت کرد.

## سال‌های پایانی
او در دهه ۱۹۸۰ همچنان در سازمان‌های پزشکی فعال بود و در ۱۹۸۱ به عنوان متخصص رادیولوژی از سوی سازمان جهانی بهداشت به رسمیت شناخته شد. از جمله شاگردانش فرید انفاسا مولوک وزیر بهداشت آینده اندونزی بود. او در ۱۹۸۵ بازنشسته شد و در ۹ مه ۱۹۸۹ در جاکارتا درگذشت. از جمله چهره‌هایی که پیام تسلیت فرستادند بودیارجو وزیر اطلاعات، ویوگو آتمودارمینتو فرماندار جاکارتا، و تولوس سوپرانوتو از وزارت امور اجتماعی بودند.

## زندگی شخصی
رصد با اوپیک رصد، بازیکن حرفه‌ای بریج ازدواج کرد و صاحب یک فرزند شدند.